# Suursaari (ö i Södra Karelen, Imatra, lat 61,72, long 29,95)
Suursaari är en ö i Finland. Den ligger i sjön Korpijärvi och i kommunen Parikkala i den ekonomiska regionen  Imatra ekonomiska region  och landskapet Södra Karelen, i den sydöstra delen av landet, 300 km nordost om huvudstaden Helsingfors. Öns area är 4,1 hektar och dess största längd är 300 meter i öst-västlig riktning.